# Relâche (ballet)
Pour l’article homonyme, voir Relâche.

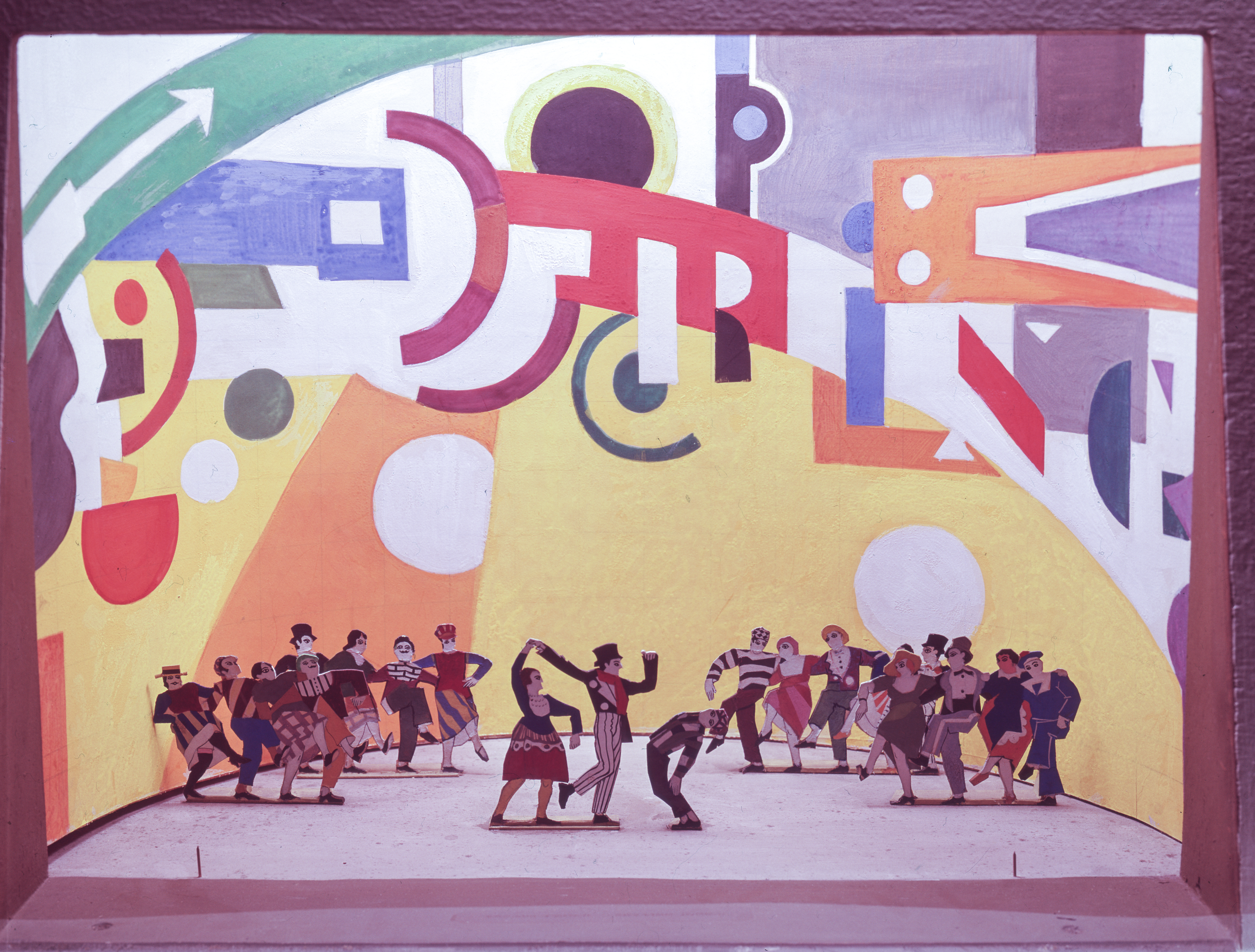
Maquette de décor

Relâche est un ballet français conçu en 1924 à Paris écrit par Francis Picabia, également décorateur, chorégraphié par Jean Börlin, le tout sur une musique d'Erik Satie.
S'inscrivant dans la série des Ballets suédois dits « instantanéistes », ce spectacle comprend « deux actes, un entracte cinématographique (Entr'acte de René Clair) et la queue du chien ». 

## Histoire
Relâche devait être originellement créé le 27 novembre 1924 à Paris, au théâtre des Champs-Élysées. Mais la représentation fut annulée par la maladie dont souffrait le chorégraphe Jean Börlin ce soir-là. Le théâtre des Champs-Élysées affichait donc « Relâche », ce qui vint redoubler le nom du ballet prévu. Les gens attroupés crurent à une nouvelle farce de Francis Picabia et ne se dispersèrent que vers 23 heures. Une fois Jean Börlin rétabli, la représentation put enfin avoir lieu le 4 décembre suivant.
Folie burlesque habitée par l'esprit dadaïste, ce ballet doit beaucoup à Picabia, qui avait obtenu carte blanche du directeur du théâtre, Rolf de Maré. Relâche est à la fois un « grand spectacle » et une satire des « grands spectacles ». Accumulant situations comiques et bons mots, c'est une clownerie qui parle de vérités profondes. Une femme élégante transporte des tenues de soirée avec une brouette, des spectateurs furieux surgissent et envahissent la scène mais se révèlent être des danseurs, un film est projeté au milieu de la représentation...
Picabia dira : « Relâche, ce n'est pas relâche, mais “relâche” ». Pourtant, ironie du sort, l'état de santé de Börlin oblige la troupe à ajourner la première représentation...
Relâche est probablement le premier spectacle comptant des numéros de danses improvisés, dont il ne subsiste aujourd'hui comme trace que le chef-d'œuvre de René Clair, ainsi que des photographies de répétition.
Ce ballet a été créé dans un contexte de grande polémique artistique, et de ressentiments personnels entre les principaux représentants des mouvements artistiques de l'époque. Le clan surréaliste souhaitait ridiculiser[pourquoi ?] Erik Satie, tout en attirant Picabia dans ses rangs. Ce ballet consiste en une réponse plus ou moins exprimée, une farce résolument dadaïste.

## Déroulement du ballet
Le ballet commence par un prélude, la projection d'un film bref[Lequel ?].
Ensuite, le rideau se lève, et les spectateurs se retrouvent aveuglés : ils sont face aux feux de 370 réflecteurs dirigés vers la salle, puis les interprètes arrivent pour un spectacle qui est en partie improvisé. Pendant ce temps, l'orchestre joue par intermittence un prélude de Satie, issu de la chanson populaire Le marchand de navets.
Le premier acte est une série d'événements simultanés.
À l'entracte, est projeté le film de Picabia et René Clair intitulé Entr'acte.
Le deuxième acte présente des danses grotesques, et des panneaux montrant des slogans. Un rideau noir se lève avec écrit « Aimez-vous mieux les ballets à l'Opéra, pauvres malheureux », « Vive Relâche », et « Erik Satie est le plus grand musicien du monde » (…), c'est la seule touche de couleur de Relâche.
Des hommes et une femme entrent en scène, les hommes se déshabillent, enlèvent leur costume et se retrouve en pyjama, la femme empile leurs costumes sur une brouette et danse avec cette dernière. À la fin de cette danse, Satie et Picabia entrent en scène et vont saluer le public... en conduisant la voiture de Rolf de Maré !
Dans ce ballet, tout est mis en place pour faire huer le public, ce qui semblait ravir Francis Picabia : « J'aime mieux les entendre crier qu'applaudir ».
Parmi les nombreux interprètes, on note la présence de Marcel Duchamp jouant nu dans le rôle d'Adam, Ève n'est autre que Brogna Perlmutter, l'épouse de René Clair.

## Discographie
- Erik Satie — Parade, Relâche, En habit de cheval, La Belle Excentrique, Cinq Grimaces pour le Songe d'une nuit d'été, Le Piccadilly, Gymnopédies (orchestrées par Debussy) et 3e Gnossienne (orchestrée par Poulenc) — Orchestre national du Capitole de Toulouse sous la direction de Michel Plasson (juin 1988, EMI Classics CDC 7 49471 2).

### Monographies
- Ornella Volta, Satie et la danse, Paris, Éditions Plume, 1992, 206 p. (ISBN 978-2-7021-2160-3)